# Gillette Stadium
O Gillette Stadium é o estádio dos times de futebol americano New England Patriots (NFL) e de futebol New England Revolution (MLS). Localizado em Foxborough, Massachusetts, o estádio foi inaugurado em 9 de Setembro de 2002, substituindo o Foxboro Stadium.
O estádio tem 68.756 lugares, incluindo 87 suítes de luxo. O estádio é administrado por Robert Kraft, dono de ambos os clubes (Patriots e Revolution).
Robert Kraft é dono do Foxboro Stadium desde 1988, comprou o Patriots em 1994. No final dos anos 1990, os Patriots precisavam de um novo estádio, pois o antigo (com mais de 20 anos de construção) já não atendia as necessidades. Em 1998, a ideia de transferir o time para Hartford, Connecticut foi abandonada e decidiu-se construir o Gillette Stadium ao lado do antigo Foxboro Stadium.
A construção começou em 24 de Março de 2000. Em 11 de Maio de 2002, primeiro evento oficial: Uma partida de futebol do New England Revolution. Em 9 de Setembro de 2002, a grande cerimônia de inauguração, numa partida de futebol americano entre New England Patriots e Pittsburgh Steelers.
Sediou alguns jogos da Copa do Mundo de Futebol Feminino de 2003 (vencida pela Alemanha) e a final da MLS Cup de 2002 (Vencida pelo Los Angeles Galaxy). Será uma das sedes da Copa do Mundo FIFA de 2026.

## Galeria
- Imagem aérea do estádio
- Interior na configuração para futebol americano
- Entrada principal do estádio